# Jan Lieffering
Jan Lieffering is een Nederlands illustrator en onderwijzer.

## Loopbaan
Sinds 2000 is hij fulltime illustrator. Hij maakt illustraties voor kinderboeken en schoolboeken. Zijn boeken worden zowel vertaald in het Spaans, Catalaans, Deens en Chinees als uitgegeven in België, Duitsland en de Verenigde Staten. Hij werkt samen met schrijvers als Stefan Boonen, Tanja de Jonge, Marian van Gog, Margriet Breet en Esther van Lieshout. Ook maakte hij sprookjesboekjes voor de Efteling.